# Ira Nadel
Ira Nadel (* 22. července 1943) je americký spisovatel, literární kritik a pedagog. Narodil se ve městě Rahway v americkém státě New Jersey a v roce 1967 získal titul na Rutgers University; ve studiích pokračoval a roku 1970 získal titul z angličtiny na Cornellově univerzitě. Již v sedmdesátých letech začal pracovat jako asistent na University of British Columbia a v roce 1985 se zde stal profesorem angličtiny. Jako spisovatel se věnuje převážně biografickým knihám; je autorem biografií různých osobností, například dramatika a režiséra Davida Mameta, spisovatele a hudebníka Leonarda Cohena či dramatika Toma Stopparda.